# اکسل میلبرگ
اکسل میلبرگ (آلمانی: Axel Milberg؛ زادهٔ ۱ اوت ۱۹۵۶) هنرپیشه اهل آلمان است.
از فیلم‌ها یا برنامه‌های تلویزیونی که وی در آن نقش داشته‌است می‌توان به گوته جوان در عشق، بین‌المللی، هانا آرنت، تالاب و یاقوتی اشاره کرد.